# Nieuwsbank
Nieuwsbank was een Nederlands bedrijf gevestigd in Utrecht dat zich als 'Interactief Nederlands Persbureau' (INP) afficheerde. Van 1996 tot 2018 distribueerde, verzamelde en indexeerde het bureau Nederlandstalige en Engelstalige persberichten die geplaatst werden op het internet. Iedere maand werden er ongeveer 30.000 persberichten gedistribueerd en gepubliceerd, waarna deze werden opgeslagen in het persberichtenarchief, dat met ruim één miljoen berichten het grootste van Nederland was.
Na aanmelding bij Nieuwsbank bestond de mogelijkheid in te stellen dat er een e-mail verzonden werd als bepaalde trefwoorden in het persbericht voorkwamen. Het waren onder andere redacties van kranten, radio en tv, vakpers en freelancers die zich hiervoor aanmeldden. Journalisten en een afdeling PR binnen een bedrijf konden zich bij het persbureau aanmelden om berichten aan te bieden.